# Charlie Hurley
Charlie Hurley (Cork, 4 de octubre de 1936-22 de abril de 2024) fue un futbolista y entrenador de fútbol irlandés que jugó en la posición de centrocampista.

## Carrera

### Club
| Periodo   | Club                | Apariciones | Goles |
| --------- | ------------------- | ----------- | ----- |
| 1953-1957 | Millwall FC         | 105         | 2     |
| 1957-1969 | Sunderland AFC      | 402         | 23    |
| 1969–1971 | Bolton Wanderers FC | 43          | 3     |

### Selección nacional
Jugó para Irlanda en 40 ocasiones de 1957 a 1969 y anotó dos goles.

### Entrenador
Fue entrenador-jugador de Irlanda de 1967 a 1968, y también dirigió al Reading FC de 1972 a 1977, y fue conocido como el primer entrenador de un equipo de fútbol de Inglaterra en renunciar a su cargo al medio tiempo de un partido el 26 de febrero de 1977.